# Voz de comando
A voz de comando é o principal meio de comando da Ordem Unida, uma atividade cívico-militar que serve para treinar deslocamentos e marchas.

## Tipos
São três os tipos de voz de comando:
1. Voz de Advertência: é o comando que prepara o grupo para determinado comando.
2. Voz de Comando: é o comando propriamente dito.
3. Voz de Execução: é a ordem para executar o comando.